# 普德巴赫
普德巴赫是德国莱茵兰-普法尔茨州的一个市镇。总面积11.03平方公里，总人口2188人，其中男性1047人，女性1141人（2011年12月31日），人口密度198人/平方公里。